# Dél-Erdély

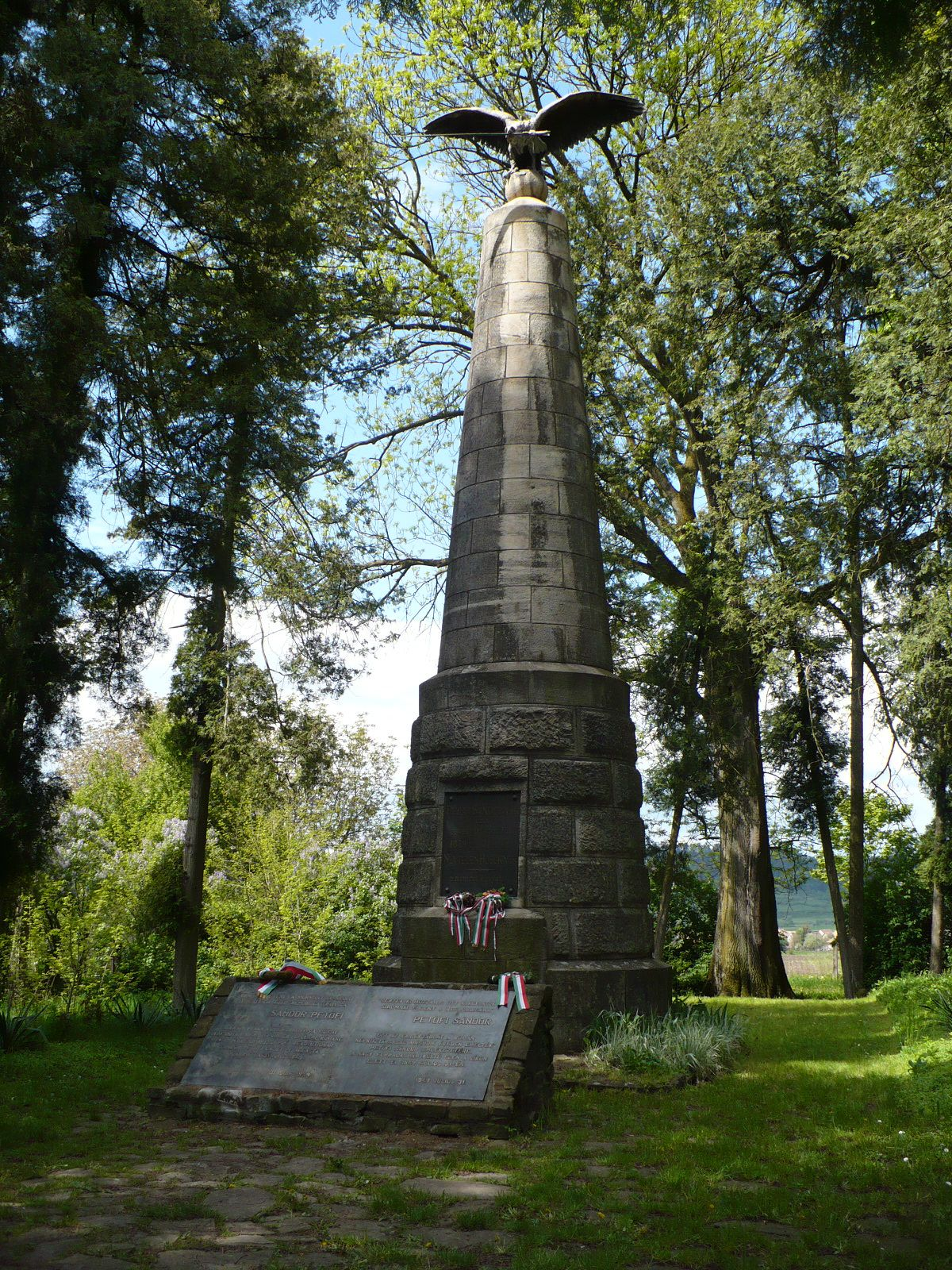
Fehéregyháza, a segesvári csata emlékműve

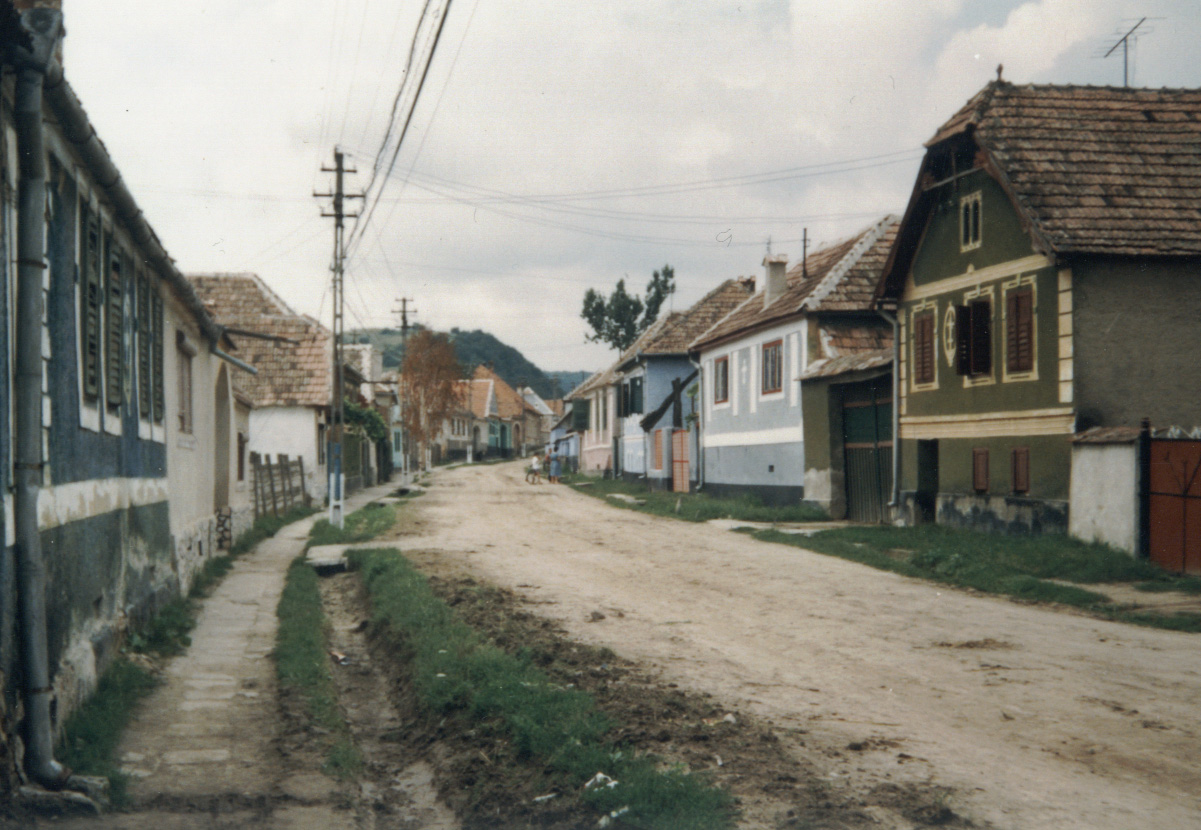
Bólya, utcarészlet

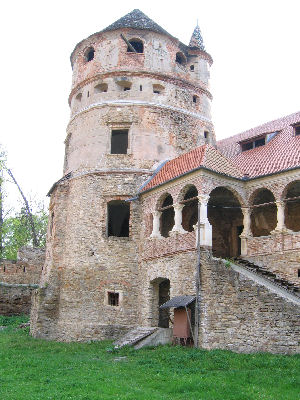
Keresd, a Bethlen-kastély látképe

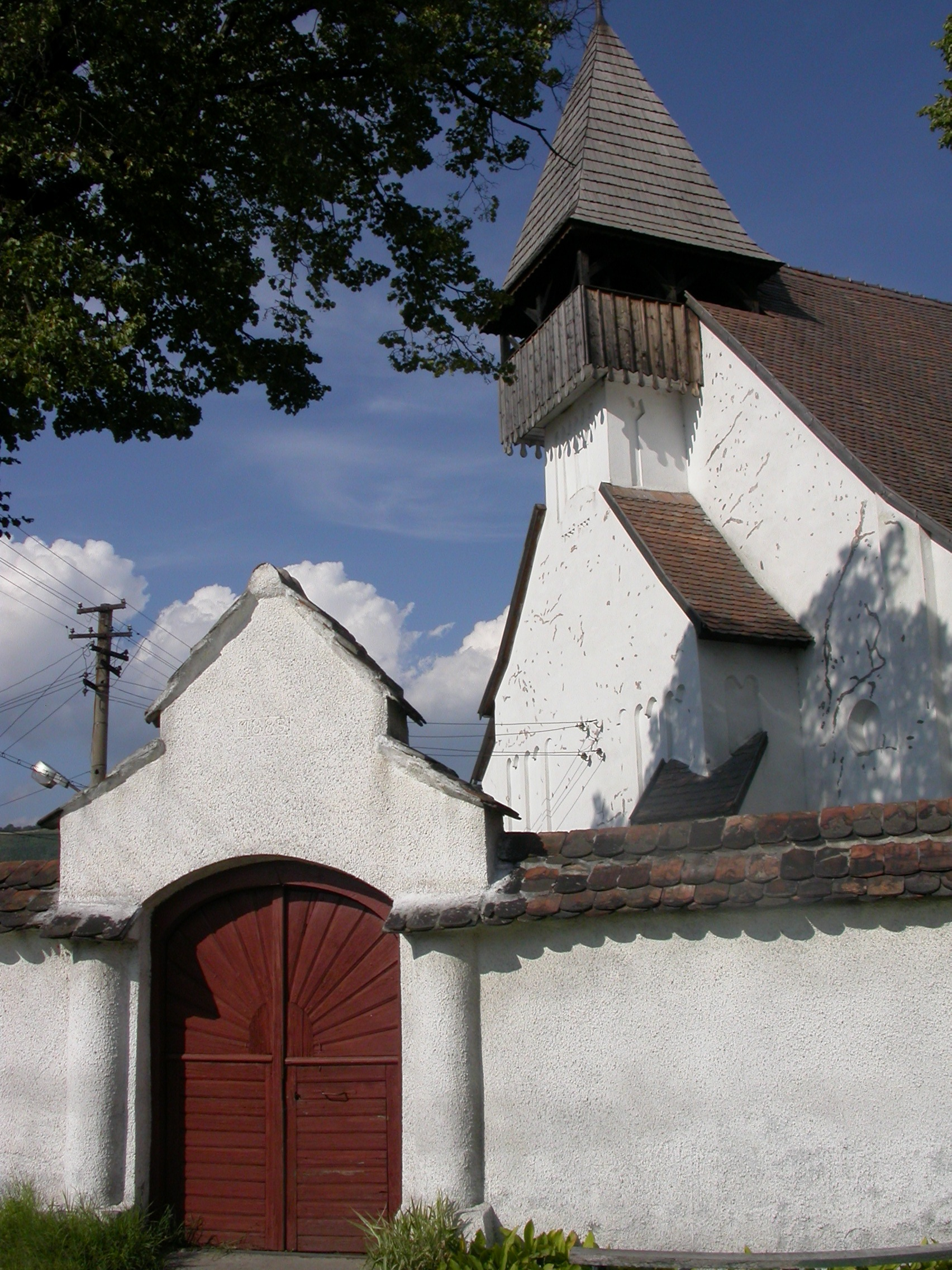
Kiskapus evangélikus temploma

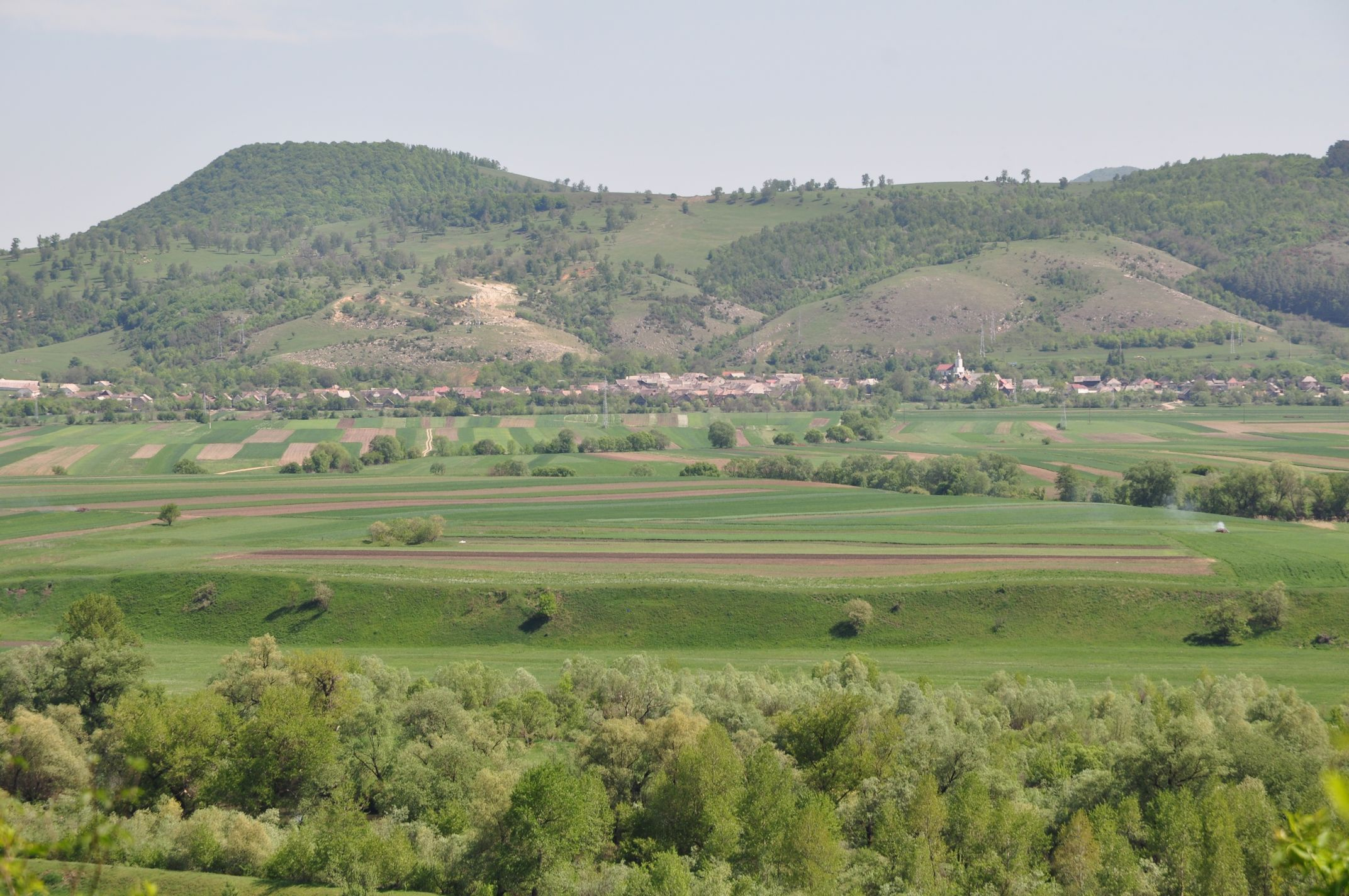
Az egykori római castrum maradványai Olthévíztől nyugatra

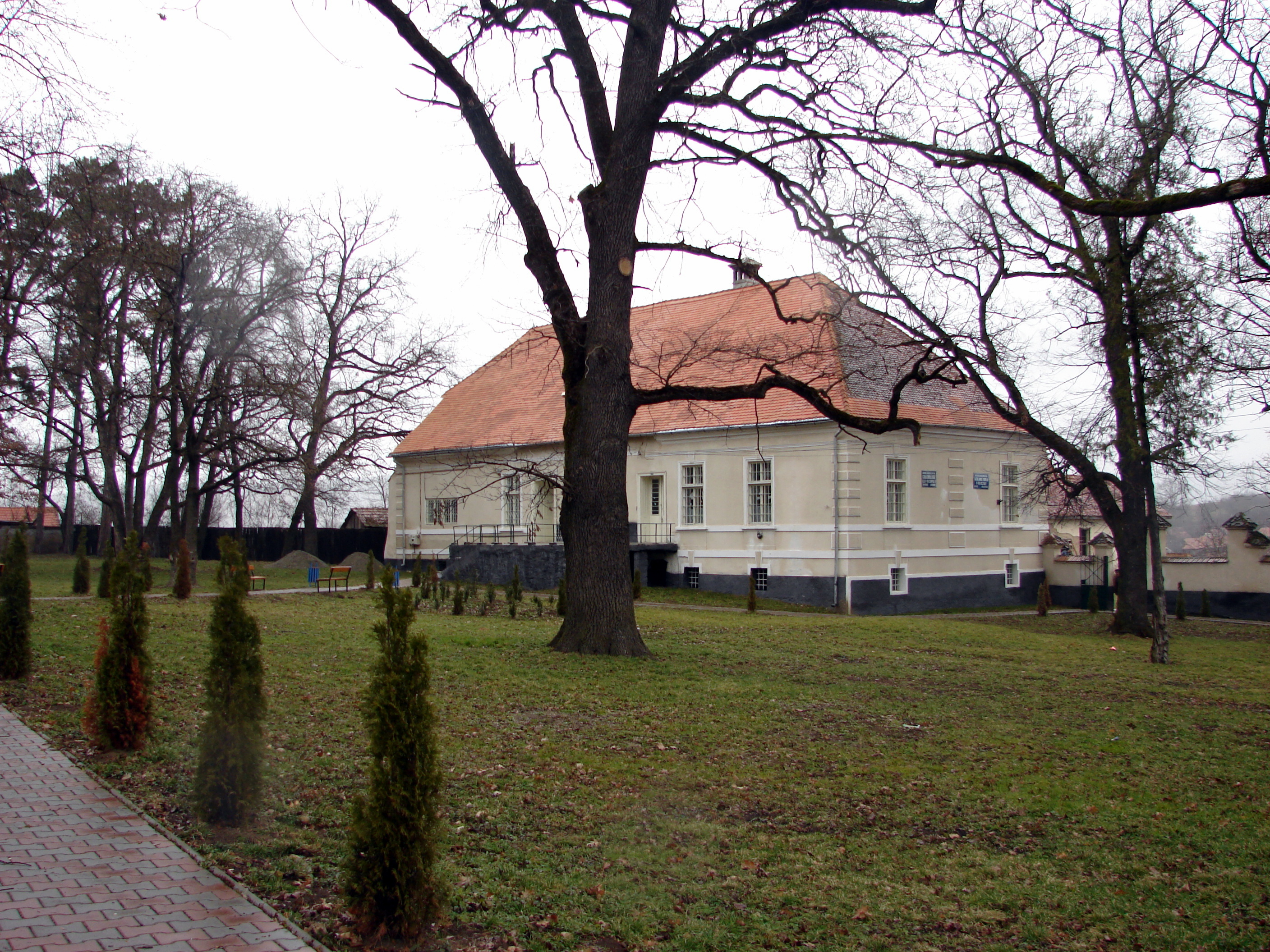
A Haller–Kálnoki-kastély Olthévízen

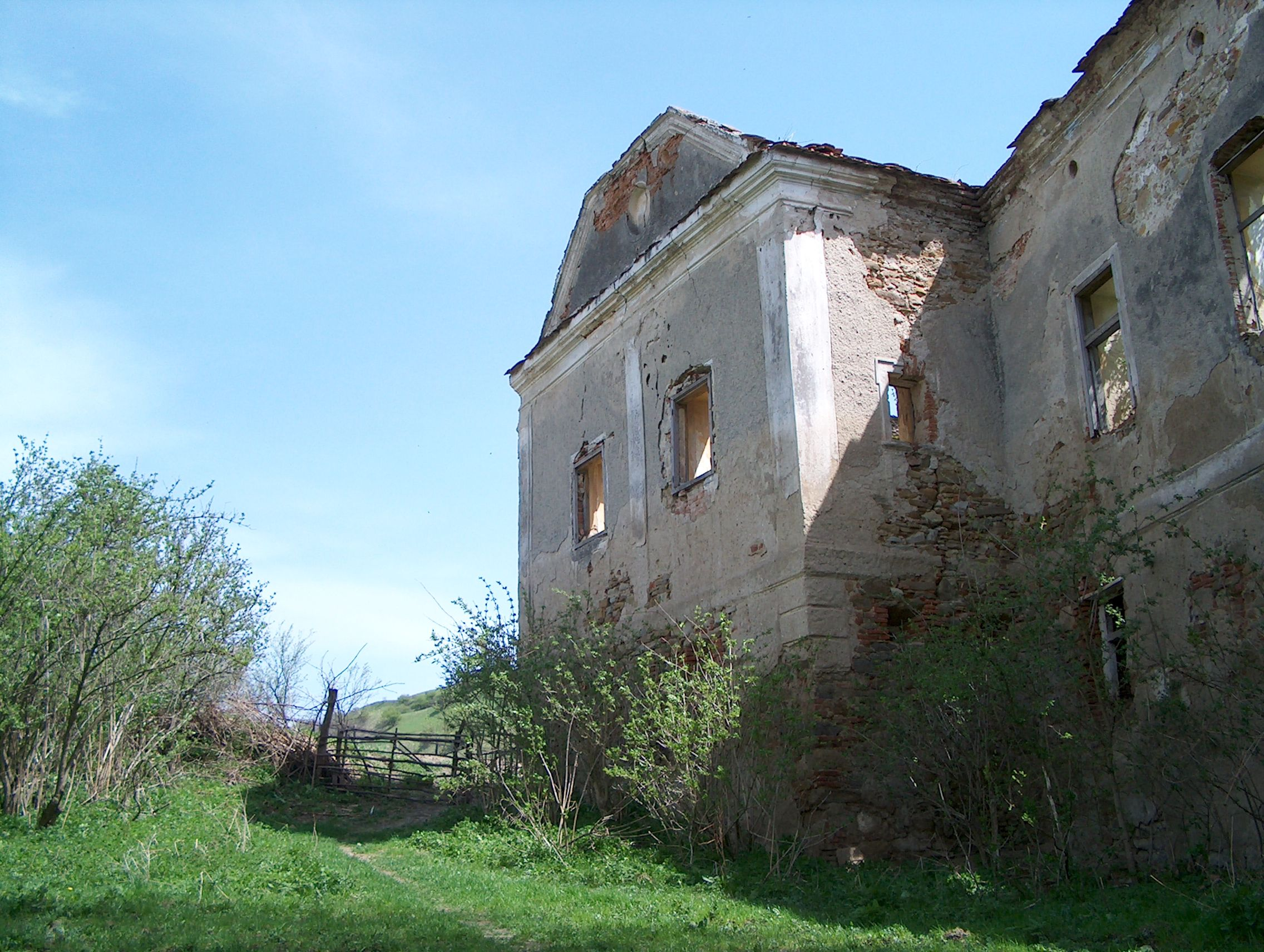
A romos állapotú kastély Bólyán

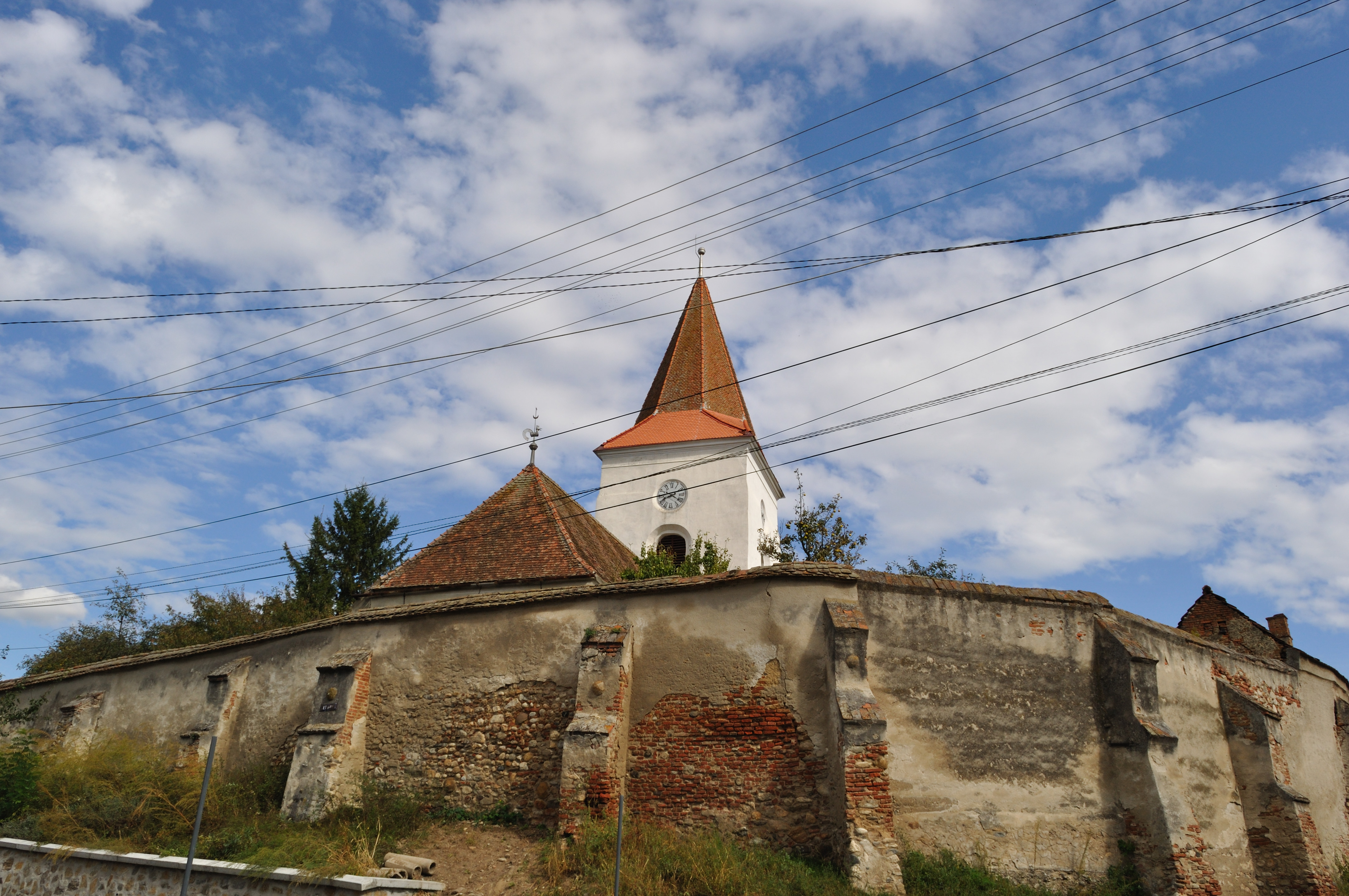
Vízakna, református erődtemplom

Dél-Erdély Erdélynek a Marostól és a Nagy-Küküllő vonalától délre, a Székelyföldtől nyugatra eső történelmi területe.

## Leírása
A terület lakói túlnyomórészt románok, kisebb részben szászok. Magyar lakossága nagyobb tömbökben Hunyad megyében, a Barcaságban és szórványokban él. Falvaik az egykori szász székek közé beékelődő Fehér vármegye (mely az 1775–1876 közötti években Felső-Fehér vármegye volt) területén találhatók.

## Története
A Dél-Erdélyben élő magyarok eredete az Árpád-korra vezethető vissza. Letelepülésük valószínűleg összefügg a székelyek korai, 10–13. századi történetével, a középkorban a mainál jóval nagyobb területen éltek. Soraikat nagyrészt a 15–17. századi háborúk ritkították meg, ezt követően pedig a szórványokban nagyarányú asszimiláció volt. Az utolsó évszázadban a magyarság száma elsősorban a kialakuló bánya-és iparvidékeken nőtt meg, ahová Erdély különböző vidékeiről költöztek be. Ma már a régi szász városokban: Brassó, Medgyes, Nagyszeben, Segesvár is jelentősebb számú magyar él.

## Dél-Erdély települései

### ASzékelyföldnyugati határa közelében
- Alsórákos
- Datk

### Távolabb
- Kóbor
- Nagymoha
- Olthévíz
- Ürmös
- Dombos
- Halmágy

### SegesvárésAlmakerékvidékén
- Héjjasfalva
- Fehéregyháza
- Sárpatak
- Keresd

### AViza- és aHideg-patakvölgyében
- Bólya
- Mihályfalva
- Vízakna
- Alamor
- Örményszékes
- Kiskapus

### AHortobágy-patakvölgyében, azOltmellett és aVöröstoronyi-szorosközelében
- Bürkös
- Hortobágyfalva
- Kercisóra
- Oláhújfalu
- Salkó
- Szakadát

## Nevezetességek
- Alsórákos, Bethlen-kastély – romos állapotú
- Datk, Datki szurdokvölgy (természetvédelmi terület)
- Olthévíz, Haller–Kálnoky-kastély
- Ürmös, I. Rákóczi György vadászkastélya
- Halmágy, evangélikus templom
- Héjjasfalva 1849. július 31-én határában zajlott le a segesvári csata
- Fehéregyháza, a segesvári csata emlékműve
- Fehéregyháza – református temploma 1440-ben épült, gótikus stílusban, a 15. században ez volt a ferencesek kolostortemploma. 1721-ben Bethlen Kata javíttatta.
- Keresd, Bethlen-kastély
- Bólya, Bolyai Farkas és Bolyai János szülőfaluja
- Mihályfalva, Tóbiás kastély
- Vízakna, erődített református templom
- Vízakna, fürdő
- Kiskapus, evangélikus templom
- Kercisóra – ortodox templomát belülről a szászházi Grecu fivérek korabeli falfestményei borítják